# Palyas leprosa
Palyas leprosa là một loài bướm đêm trong họ Geometridae.